# Antonio Zurlengo

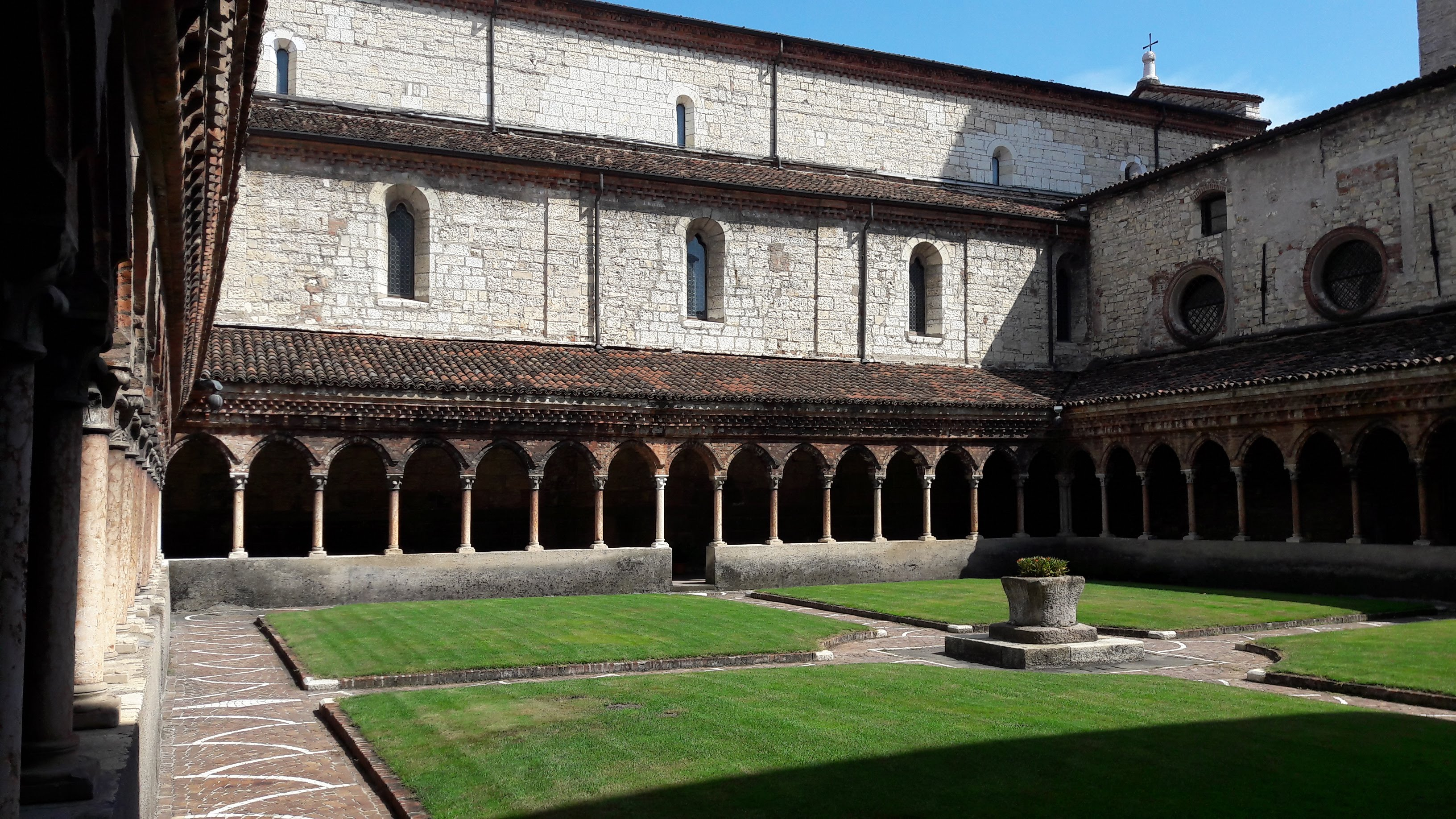
Brescia, convento di San Francesco d'Assisi.

Antonio Zurlengo (XV secolo) è stato un architetto italiano.

## Biografia
Noto anche come Antonio da Zurlengo, appartenne ad una famiglia di maestri costruttori. Con Filippo da Caravaggio progettò la trasformazione del convento di San Francesco d'Assisi, costruendo, nel 1463, il coro e la cappella dell'Immacolata. Nel 1481 progettò una fontana in piazza del Duomo a Brescia. Dal 1485 al 1490 ebbe la direzione della fabbrica del Monte di Pietà a Brescia.